# Santiago Mateo Marcos
Santiago Mateo Marcos (Valladolid, 1895 - Madrid, 7 de novembre de 1967) fou un militar espanyol, capità general de la III Regió Militar (València) en la dècada de 1960.
Fou professor de l'Escola Superior de l'Exèrcit i va comandar el Regiment de Cavalleria Alcántara 15 de Melilla de 1949 a 1951. Va estar destinat a la Comandància General de Balears i en gener de 1962 fou nomenat capità general de la III Regió Militar. Va morir a Madrid, on havia anat a fer-se una intervenció quirúrgica, el 7 de novembre de 1967.